# 村竹拉希德
村竹拉希德（日语：／ Muratake Rashiddo，2002年2月6日—）是一名日本男子田徑運動員，專攻跨欄項目。他出生於千葉縣松戶市，父親是多哥人，母親是日本人，就讀於順天堂大學。
他在110公尺跨欄的個人最佳成績是2023年在熊谷創下的13.04秒（-0.9公尺/秒），平了日本紀錄，也達到2024年13.27秒的奧運標準。2023年3月，他還在雪梨田徑精英賽上以13.25秒（+0.3公尺/秒）的成績刷新了該項目的賽會記錄。迄今為止，他最令人印象深刻的成績是在2024年夏季奧林匹克運動會決賽中獲得第五名，他跑出了13.21秒的成績。當他登場時，他表演了《JoJo的奇妙冒險》中的一個標誌性姿勢，成為日本的熱門話題。

## 國際賽事
| 年        | 賽事           | 舉辦城市  | 名次      | 項目        | 記錄      |
| 代表 日本 | 代表 日本      | 代表 日本 | 代表 日本 | 代表 日本   | 代表 日本 |
| --------- | -------------- | --------- | --------- | ----------- | --------- |
| 2022      | 世界錦標賽     | 美國尤金  | 30th (h)  | 110公尺跨欄 | 13.73     |
| 2024      | 奧林匹克運動會 | 法國巴黎  | 5th       | 110公尺跨欄 | 13.21     |